# قهرمان محلی
قهرمان محلی (انگلیسی: Local Hero) یک فیلم کمدی-درام به کارگردانی بیل فورسیت است که در سال ۱۹۸۳ منتشر شد. از بازیگران آن می‌توان به پیتر ریجرت و برت لنکستر اشاره کرد. فیلم، داستان یک آمریکایی است که نماینده یک شرکت بزرگ نفتی است و به روستایی خیالی در سواحل غرب اسکاتلند فرستاده می‌شود تا اهالی را به فروش ملک و املاک‌شان ترغیب کند. این فیلم برنده جایزه بهترین کارگردانی از بفتا شده است.